# Pharsalia antennata
Pharsalia antennata är en skalbaggsart som beskrevs av Charles Joseph Gahan 1894. Pharsalia antennata ingår i släktet Pharsalia och familjen långhorningar.
Artens utbredningsområde är:
- Laos.
- Myanmar.

Inga underarter finns listade i Catalogue of Life.